# Lamplugh-Insel
Die Lamplugh-Insel ist eine eisbedeckte und etwa 16 km lange Insel vor der Scott-Küste des ostantarktischen Viktorialands. Sie liegt rund 6,5 km nördlich der Whitmer-Halbinsel. 
Die Insel wurde während der Discovery-Expedition (1901–1904) erstmals gesichtet, jedoch erst von Teilnehmern der Nimrod-Expedition (1907–1909) unter Leitung des britischen Polarforschers Ernest Shackleton kartografisch erfasst. Shackleton benannte sie nach dem britischen Geologen und Geographen George William Lamplugh (1859–1926), dem wissenschaftlichen Schirmherrn der Nimrod-Expedition. 